# Pont du Balinghe
Le pont du Balinghe (chinois traditionnel : 坝陵河大桥) est un pont suspendu qui franchit la vallée de la rivière Baling près de la ville de Guanling dans la province de Guizhou en République populaire de Chine.
Avec une hauteur de 370 m par rapport au fond de la vallée, son tablier est l'un des plus hauts du monde.

## Description
Cet ouvrage est situé sur la Hukun Expressway (G60) qui relie Shanghai à Kunming dans la province du Yunnan, la longueur totale de l'ouvrage est de 2 237 m. À la différence de beaucoup de très grands ponts suspendus en Chine, le tablier est composé d'une poutre en treillis avec une section de 28 m par 10 m suspendue par deux câbles porteurs de 80 cm de diamètre. Le pylône ouest mesure 204,5 m tandis que celui situé à l'est mesure 189 m, tous deux sont composés de béton. Il fut ouvert à la circulation le 23 décembre 2009.

Élévation du pont du Balinghe, données en mètres

## Galerie

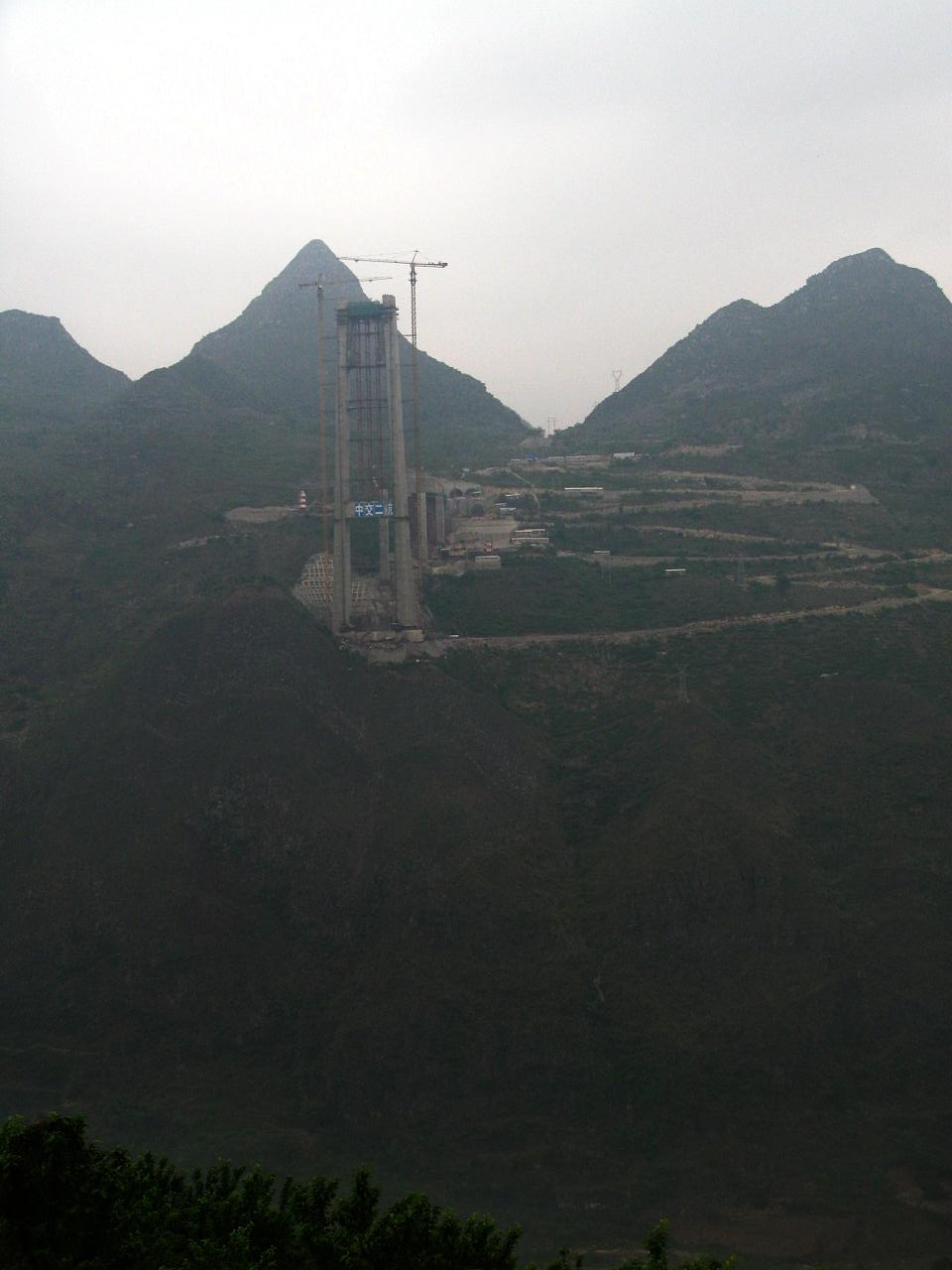
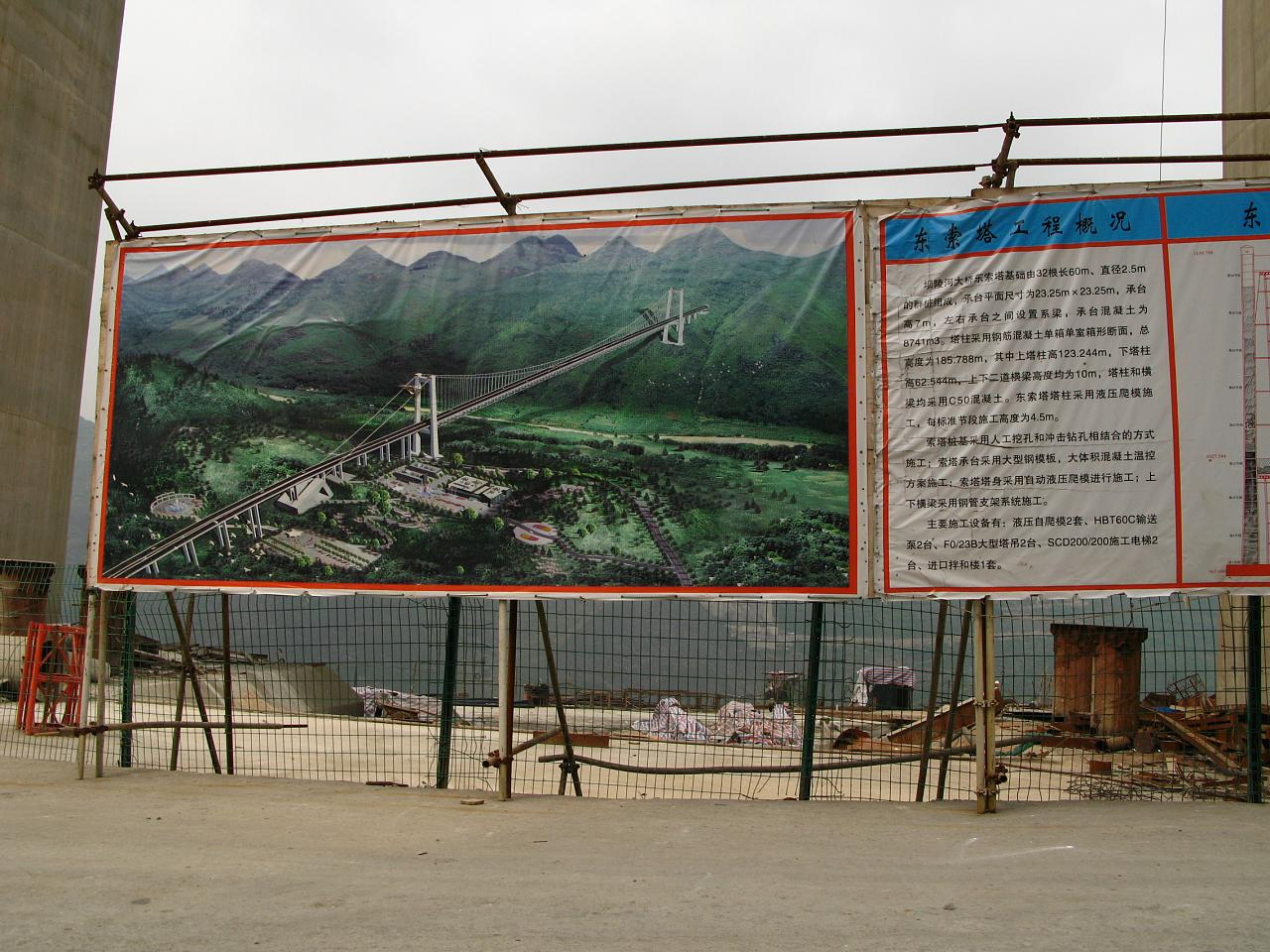

## Sources et références
1. ↑  (en) « Balinghe River Bridge », sur Highestbridges.com (consulté le 2 octobre 2010).
2. ↑  (zh) « 贵州坝陵河特大桥 », sur Cnbridge.cn (consulté le 27 septembre 2010).
3. ↑  The Balinghe Bridge in China – World’s Highest Bridge, p. 15
4. ↑  (en) « Balinghe Bridge opened to traffic in China's Guizhou Province », sur English.news.cn (consulté le 27 septembre 2010).